# 初恋草紙
「初恋草紙」（はつこいぞうし）は、山口百恵の16枚目のシングルである。1977年1月21日にCBSソニーよりリリースされた。

## 概要
当時山口は主演ドラマの撮影と並行するように、過密スケジュールの中1976年末にレコーディングが行われた。A面曲「初恋草紙」は、タイトル通り ″初恋″ をテーマに制作されており、日本情緒溢れる文学作品を思わせるような作品となっている。あえて感情を抑えた歌い方を意識し、情感あふれる表現に注力している。
B面曲の「モノトーンの肖像画」は、前年12月に発売されたアルバム『パールカラーにゆれて』よりリカットされた楽曲。作曲を手掛けた宇崎竜童が作成したデモテープの段階ではギター1本の弾き語りの状態であったが、編曲者の矢野立美によってボサノヴァのリズムに乗せた曲へと変化している。

## 収録曲
| 全作詞: 阿木燿子、全作曲: 宇崎竜童。 |                        |           |            |          |      |
| #                                    | タイトル               | 作詞      | 作曲・編曲 | 編曲     | 時間 |
| 1.                                   | 「初恋草紙」           | 阿木燿子  | 宇崎竜童   | 萩田光雄 | 3:46 |
| 2.                                   | 「モノトーンの肖像画」 | 阿木燿子  | 宇崎竜童   | 矢野立美 | 3:58 |
| 合計時間:                            | 合計時間:              | 合計時間: | 7:44       |          |      |

## 品番
- 1977年1月21日 - EP: 06SH 108（シングル）

## 関連シングル
- 1979年9月21日 - EP: 06SH 592（「GOLDEN SINGLE」 片面: 赤い衝撃）
- 1989年3月21日 - 8cmCD: 10EH 3180（「Platinum Single SERIES」 C/W: 赤い衝撃）
- 2006年1月18日 - 8cmCD（オリジナル・カラオケ、「MOMOE LIVE PREMIUM」）

## 関連作品
- 初恋草紙
  - THE BEST プレイバック
  - 33 SINGLES MOMOE
  - 百惠辞典
  - ベスト・セレクション Vol.1
  - GOLDEN J-POP/THE BEST 山口百惠
  - GOLDEN☆BEST 山口百恵 PLAYBACK MOMOE part2
  - MOMOE PREMIUM update
  - 山口百恵ベスト・コレクション VOL.1
  - Complete MOMOE PREMIUM
  - コンプリート百恵伝説
  - GOLDEN☆BEST 山口百恵 コンプリート・シングルコレクション

- モノトーンの肖像画
  - パールカラーにゆれて
  - 百惠辞典
  - MOMOE PREMIUM
  - Complete MOMOE PREMIUM
  - コンプリート百恵伝説

## カバー
- 石川さゆり（1977年6月25日発売、スタジオアルバム『能登半島』に収録）

## 参考資料
- 川瀬泰雄『プレイバック 制作ディレクター回想記』学研マーケティング、2011年2月。ISBN 978-4054047259。